# Děvín a Ostrý
Děvín a Ostrý je přírodní památka v okrese Česká Lípa jihovýchodně od obce Hamr na Jezeře na území Ralské pahorkatiny. Zahrnuje i sousední vrchol Schachtstein a společně se jedná o trojici kopců, kde probíhala ve středověku těžba železné rudy. Předmětem ochrany jsou porosty bučin, suťových lesů a borů se světlinami porostlými vřesovištní vegetací.

## Historie
Chráněné území pod názvem Děvín, Ostrý a Schachtstein vyhlásil 20. ledna 1996 okresní úřad Česká Lípa. Spravuje jej Ministerstvo životního prostředí. V roce 2012 došlo k přehlášení chráněného území, které nově pod názvem Děvín a Ostrý vyhlásil Krajský úřad Libereckého kraje k 14. srpnu 2012.
V září 2013 převzal do své správy starou štolu na Schachtsteinu Hornicko-historický spolek pod Ralskem se záměrem ji obnovit a zpřístupnit za určitých podmínek veřejnosti.

## Přírodní poměry
Chráněné území s rozlohou 33,72 hektarů se nachází v nadmořské výšce 335–452 metrů v zalesněné východní části okresu Česká Lípa. Tvoří ji trojice kopců Děvín (436 metrů) se zříceninou stejnojmenného hradu, Hamerský Špičák čili Ostrý (452 metrů) a Schachtstein (372 metrů). Všechny kopce jsou v katastrálním území Hamr na Jezeře.
Ochrana v přírodní rezervaci se týká vrcholové bučiny, reliktního boru a ukázek středověké těžby železné rudy.
Těžba zde probíhala v 17. a 18. století a zůstaly po ní zachovány štoly, studny, vytěžené příkopy. Kopce byly kvůli těžbě odlesněny, dnes jsou již zarostlé, mimo stromů se zde vyskytuje řada chráněných bylin. Žijí zde ve velkém i netopýři (7 druhů) a ptactvo, obojživelníci, měkkýši a mnoho druhů hmyzu. Území bylo mnoho let ve vojenském výcvikovém prostoru Ralsko.